# والنتینو ماکی
والنتینو ماکی (ایتالیایی: Valentino Macchi؛ ‏ ۴ اوت ۱۹۳۷ – ۱۹ مارس ۲۰۱۳) بازیگر اهل ایتالیا بود.
از فیلم‌هایی که وی در آن نقش داشته‌است می‌توان به در آخرین لحظه، دفتر خاطرات یک دیوانه، ستارگان پائین را می‌نگردند، صلاح مملکت خویش، بیگانه، افسون‌شده، بوکاچو ۷۰، سدوم و گمورا، ساعت بیست و پنج، ساحره‌ها، رام کردن زن سرکش، بیشتر از یک معجزه، ارواح – به سبک ایتالیایی، تابلوی خانواده در صحنه‌ای از زندگی روزانه و یانکی اشاره کرد.